# Geoffroy Monde
Geoffroy Monde (de son vrai nom Geoffroy Reymondon), né à Lyon le 30 août 1986, est un dessinateur de bande dessinée, peintre et peintre numérique français.

## Biographie
Influencé par Goossens, Pierre La Police et Gotlib, Geoffroy Monde commence à publier des bandes dessinées en ligne sur son blog BD, Saco : Pandemino, à partir de 2007.
En 2009, il crée avec quelques collaborateurs la revue du Tigre mondain, distribuée gratuitement dans des boîtes aux lettres choisies au hasard. La même année, son blog rejoint le portail des éditions Lapin qui regroupe de nombreux webcomics français et étrangers.
Ses premières bande dessinées sur papier sont éditées par Lapin à partir de 2010, parmi lesquelles Papa Sirène & Karaté Gérald (2012), qui raconte les aventures absurdes de deux compagnons improbables.
Entre 2011 et 2014, il participe à Vents Contraires, revue collaborative en ligne du Théâtre du Rond-Point. Plusieurs de ses dessins sont publiés dans l'album relié sorti en 2012.
En 2012, ses peintures numériques sont exposées à la MAPRA (Maison des Arts Plastiques Rhône-Alpes), à Lyon[source insuffisante]. La même année, il crée avec Jessica Garcia les Éditions du Flan, basées à Saint-Étienne, qui publient entre autres le fanzine La Cacahuète.
En 2013, son exposition L'œil absolu présente dix dessins aquarelles et dix peintures numériques à travers le projet Art in the Flat, qui investit des appartements privés.
En 2014, il présente un atelier bande dessinée ainsi que ses utopies architecturales dans le cadre de l'exposition Perspectives Gratte-ciel au Rize, centre culturel situé à Villeurbanne.
En 2016, son album De rien, publié chez Delcourt, est élu par RTL comme la « BD du mois » de juin.
Entre 2018 et 2021 sortent les trois volumes de Poussière chez Delcourt, première série de science-fiction de l'auteur.
Geoffroy Monde travaille en parallèle sur différents projets de jeux vidéo : en 2023 sort Family Bash (coproduction Arte France, Atomic Raccoon et Kilosaurus) qu'il a entièrement illustré et il travaille actuellement sur un nouveau jeu intitulé Legion Was Here (auto-édité sous le nom Les Logiciels de Geoffroy Monde).

### Activités musicales
Geoffroy Monde est rappeur sous le pseudonyme L'après-midi et compositeur au sein du groupe Attention[réf. nécessaire].

## Œuvres
- Saco : Pandemino, Saint-André-lez-Lille, Lapin, coll. « Comics », septembre 2010, 48 p. (ISBN 978-2-918653-13-4)
- Bastien Dessert : la désillusion de Philippe Cave, scénario de Thomas Regnault, Saint-André-lez-Lille, Lapin, coll. « Comics », février 2011, 35 p. (ISBN 978-2-918653-15-8)
- Pyramidebougiepublictournerpontvirgulejordanietranspirationchansoncloulouerbarbeprofilbriquetorphelinchéricitronpendaisoncalmefromagecarnetpiochedrapeaufleurlosangeclocheballonampouleseptstéphanebolognaise, en collaboration avec Noël Rasendrason, Saint-André-lez-Lille, Lapin, coll. « Idioties », septembre 2011, 72 p. (ISBN 978-2-918653-30-1, lire en ligne)
- Bruno, Saint-Étienne, Jarjille, coll. « BN² » (no 23), octobre 2012, 12 p. (ISBN 978-2-918658-27-6)
- Papa Sirène & Karaté Gérald, Saint-André-lez-Lille, Lapin, coll. « Ascenseur pour le Pilon », octobre 2012, 208 p. (ISBN 978-2-918653-37-0)
  - Papa Sirène & Karaté Gérald (version cartonnée), Lapin, février 2021, 224 p. (ISBN 978-2-377540-79-2)
- Tout ou rien, Paris, Vraoum, février 2013, 100 p. (ISBN 978-2-36535-032-7)[10]
- Serge & demi-Serge, Nantes, Vide Cocagne, coll. « Alimentation Générale », novembre 2014, 96 p. (ISBN 979-10-90425-55-2)
- Les Vrais oiseaux, Villeurbanne, Lapin, janvier 2015, 124 p. (ISBN 978-2-918653-65-3)
- De rien, Paris, Delcourt, coll. « Humour de rire », 1er juin 2016, 164 p. (ISBN 978-2-7560-8075-8)
- Poussière
  - Poussière, t. 1, Paris, Delcourt, 5 septembre 2018, 64 p. (ISBN 978-2-7560-9878-4)
  - Poussière, t. 2, Paris, Delcourt, 10 avril 2019, 76 p. (ISBN 978-2-7560-9998-9)
  - Poussière, t. 3, Paris, Delcourt, 27 janvier 2021 (ISBN 978-2-413-02002-8)
- Comment réussir, Paris, Delcourt, coll. « Pataquès », 16 octobre 2019, 104 p. (ISBN 978-2-413-01241-2)[11]
- Le Privilège des dieux, Les Requins Marteaux, coll. « BD Cul », 6 novembre 2020, 200 p. (ISBN 978-2-84961-304-7)
- La Voix de Zazar, Paris, Atrabile, 4 novembre 2022 (ISBN 9782889231225) prix BD de l'Ouest Hurlant 2024.

### Ouvrages collectifs
- Vents contraires : le livre collaboratif du Théâtre du Rond-Point, Bègles, Le Castor astral, coll. « Curiosa & caetera », 2012, 240 p. (ISBN 978-2-85920-918-6), sous la direction de Jean-Daniel Magnin et Jean-Michel Ribes
- Axolot, T.01, 2014, segment Les Trois Christs d'Ypsilanti, scénario de Patrick Baud
- Axolot, T.03, 2016, scénario de Patrick Baud
- Axolot, T.05, 2021, scénario de Patrick Baud
- Papier, T.03, Delcourt, 2014
- Papier, T.06, Delcourt, 2015
- Furieuse, T.01, dessin de Mathieu Burniat, Dargaud, 14 octobre 2022  (ISBN 978-2-205-20322-6)
  - Furieuse tome 1 - Édition limitée, Dargaud  (ISBN 978-2-205-20636-4)